# Catedral de San Josafat (Parma)
La Catedral de San Josafat (en inglés: St. Josaphat Cathedral) también llamada Catedral Católica Ucraniana de San Josafat es el nombre que recibe una catedral católica de rito ucraniano situada en Parma, Ohio en Estados Unidos. Es el asiento de la eparquía de San Josafat de Parma (Eparchia Sancti Iosaphat Parmensis) que fue creada por el papa Juan Pablo II en 1983 mediante la bula "Hoc Apostolicae". Desde la Torre Terminal, en un día despejado, se pueden ver las cúpulas de la catedral.
Recibe su nombre en honor de un obispo greco-católico ruteno, venerado como santo mártir en la Iglesia católica, Josafat Kuncewicz.